# 126315 Bláthy
(126315) Bláthy, denumire internațională (126315) Blathy, este un asteroid din centura principală de asteroizi.

## Descriere
126315 Bláthy este un asteroid din centura principală de asteroizi. A fost descoperit pe 13 ianuarie 2002 la Piszkesteto de Krisztián Sárneczky și Zsuzsanna Heiner. Asteroidul prezintă o orbită caracterizată de o semiaxă mare de 2,61 ua, o excentricitate de 0,05 și o înclinație de 13,1° în raport cu ecliptica.